# Louis Tocqué

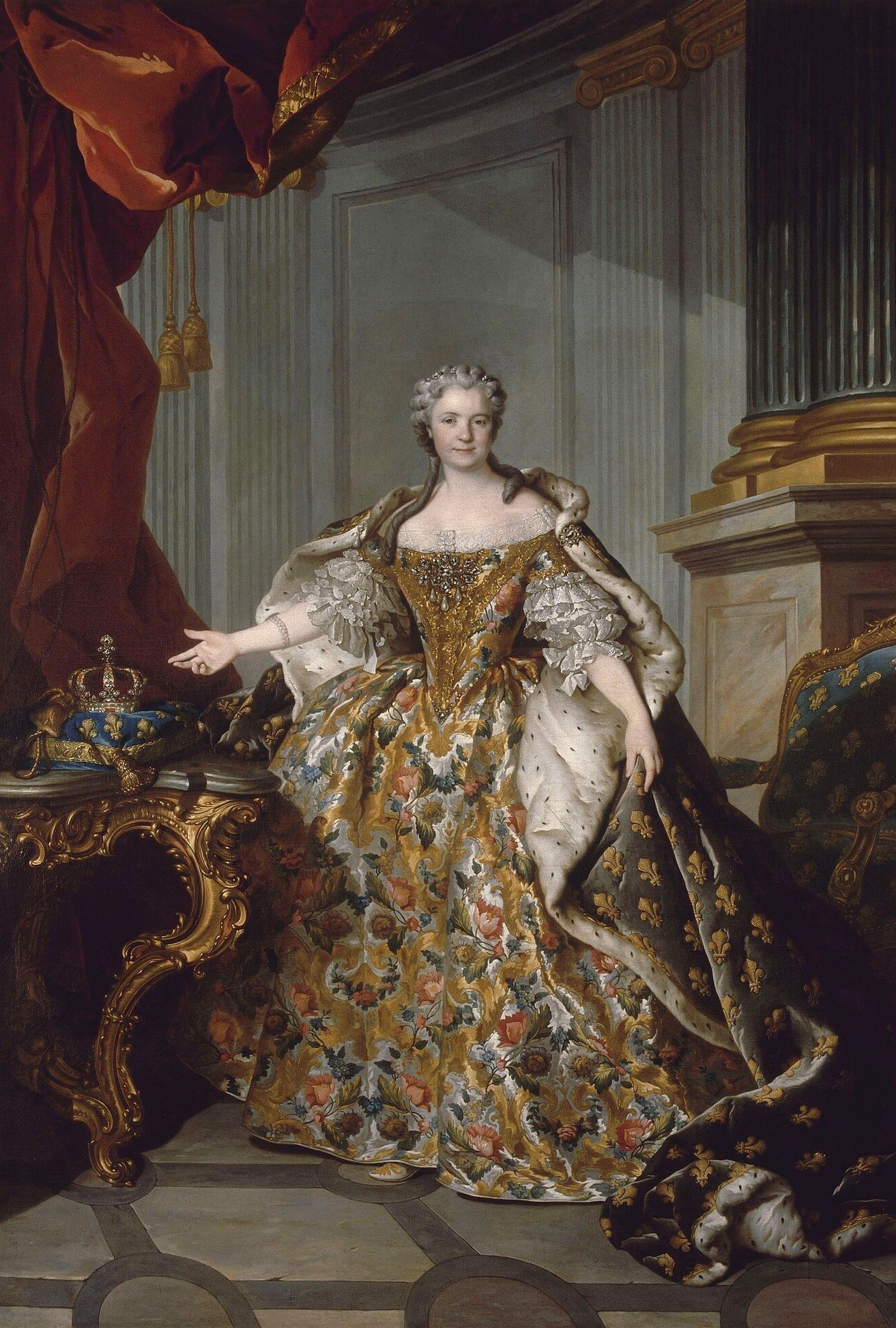
Koningin Maria Leszczyńska

Louis Tocqué (1696-1772) was een Franse barokschilder gespecialiseerd in portretschilderijen. 

## Biografie
Tocqué werd geboren op 19 november 1696 in Parijs, de hoofdstad van het Koninkrijk Frankrijk. Zijn vader, die ook schilder was, stierf in april 1710, nog voordat Louis veertien was. Tocqué werd daarna onder hoede genomen door de kunstenaar Jean-Marc Nattier. Tocqué studeerde in de jaren 1720 bij Nattier, Nicolas Bertin en Hyacinthe Rigaud. In 1747 trouwde hij met Marie Nattie, de dochter van Jean-Marc Nattier. Tocqué stierf op 10 februari 1772 in Parijs.

## Carrière
De eerste werken van Tocqué werden geschilderd toen hij nog een leerling was van Jean-Marc Nattier. Tocqué werd beïnvloed door Hyacinthe Rigaud, die ook een van zijn docenten was en Nicolas de Largillière, een andere Franse schilder. Zijn eerste grote werk was het schilderen van het portret van Lodewijk XV in opdracht van diens overgrootvader Lodewijk XIV. In 1740 schilderde hij het portret van Marie Leszczyńska.
In 1745 schilderde hij het portret van Infanta Maria Teresa Rafaela van Spanje, een jaar voor haar dood. In 1757 ging hij naar Rusland, waar hij twee jaar verbleef nadat hij was uitgenodigd door Elizaveta Petrovna, keizerin van Rusland, om een ceremonieel portret van haar te maken. Dit portret maakt nu deel uit van de permanente collectie van het Hermitage Museum van Sint-Petersburg in Rusland. In de jaren 1760 reisde hij naar Denemarken en waar hij portretten maakte van de Deense koninklijke familie en les gaf aan de Koninklijke Deense Academie voor Schone Kunsten in Kopenhagen.
In de periode van 1737 tot 1759 maakten meer dan vijftig van zijn portretten deel uit van de tentoonstellingen van de Parijse salon, de officiële tentoonstelling van de Académie des Beaux-Arts in Parijs.

## Galerij

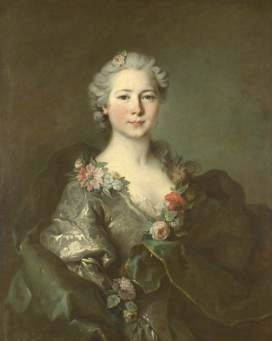
Portret van Mademoiselle de Coislin (tussen 1750 en 1759)
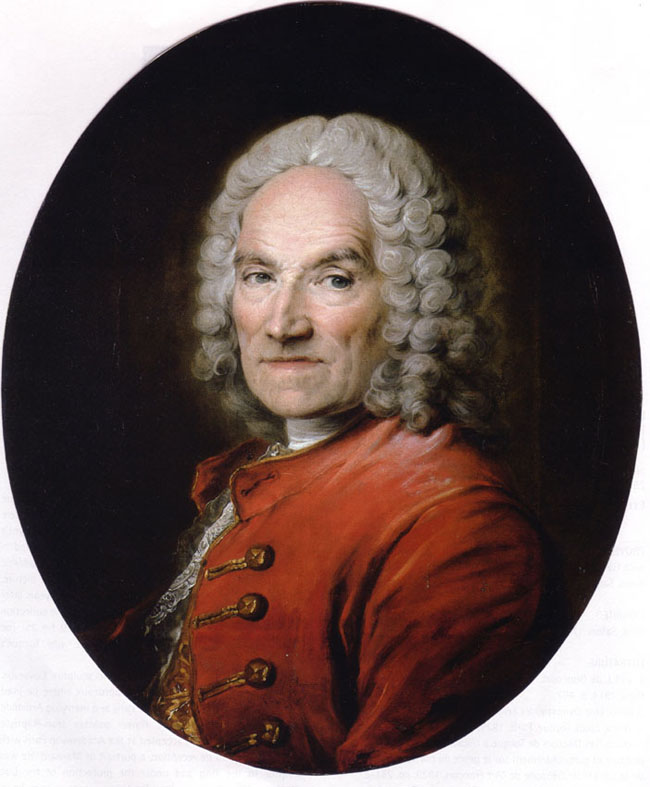
Portret van Jean-Louis Lemoyne (1734)
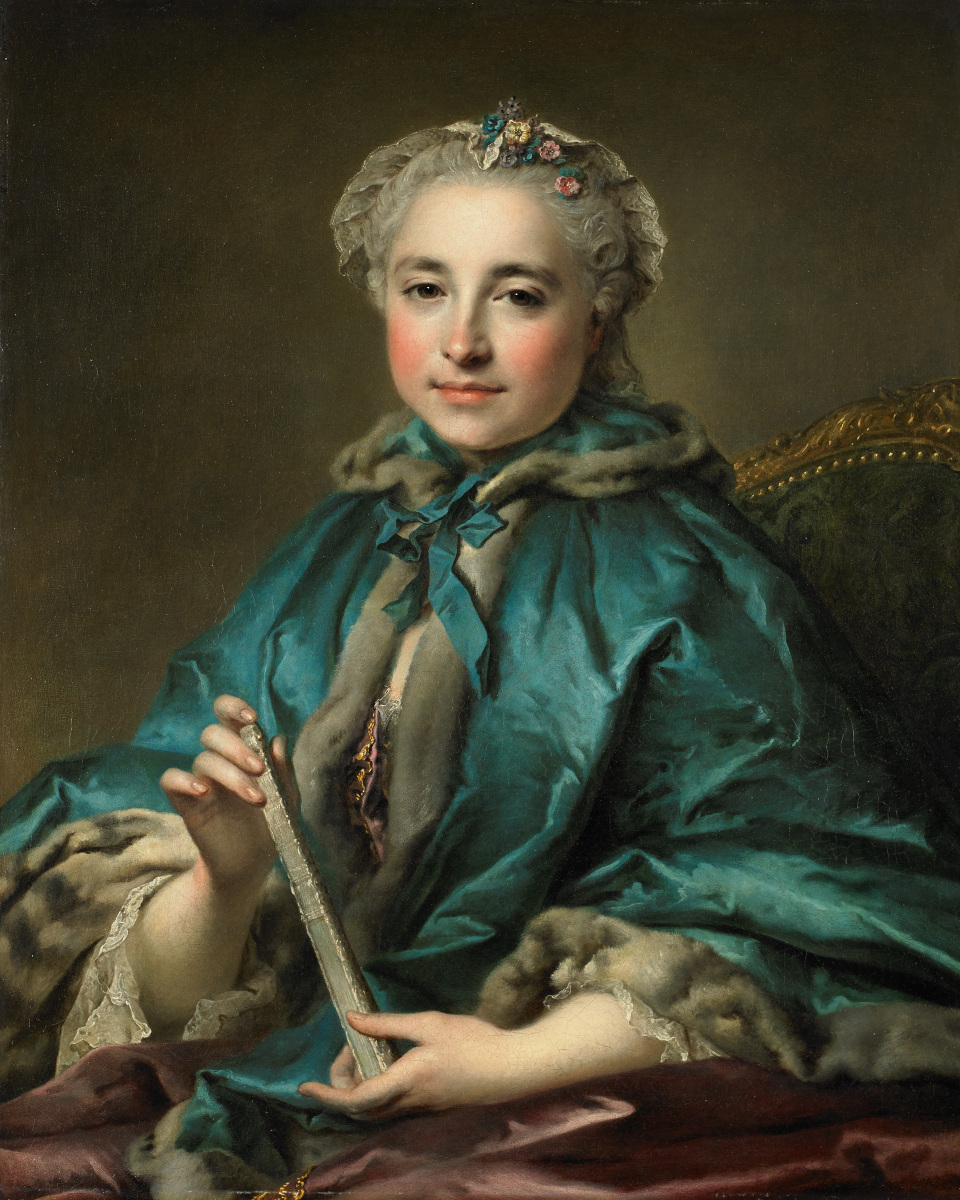
Portret van Madame de Livry (tussen 1745 en 1755)
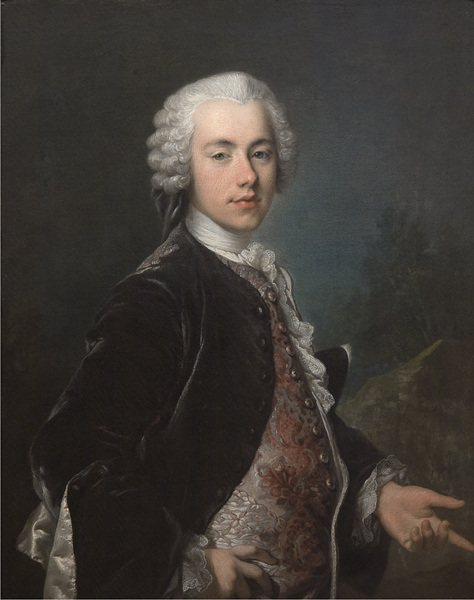
Portret van Frederik Berregaard (c. 1745)